# Прапор Липовецького району
Пра́пор Липове́цького райо́ну — офіційний символ Липовецького району Вінницької області, затверджений 12 квітня 2007 року рішенням сесії Липовецької районної ради.

## Опис
Прапор являє собою прямокутне полотнище зі співвідношенням сторін 1:2 та розділений на три частини: з боку древка йде жовтий трикутник з гілкою та трьома зеленими листками. Верхня частина прапора синя, в той час як нижня — малинова.